# Veljo Tormis

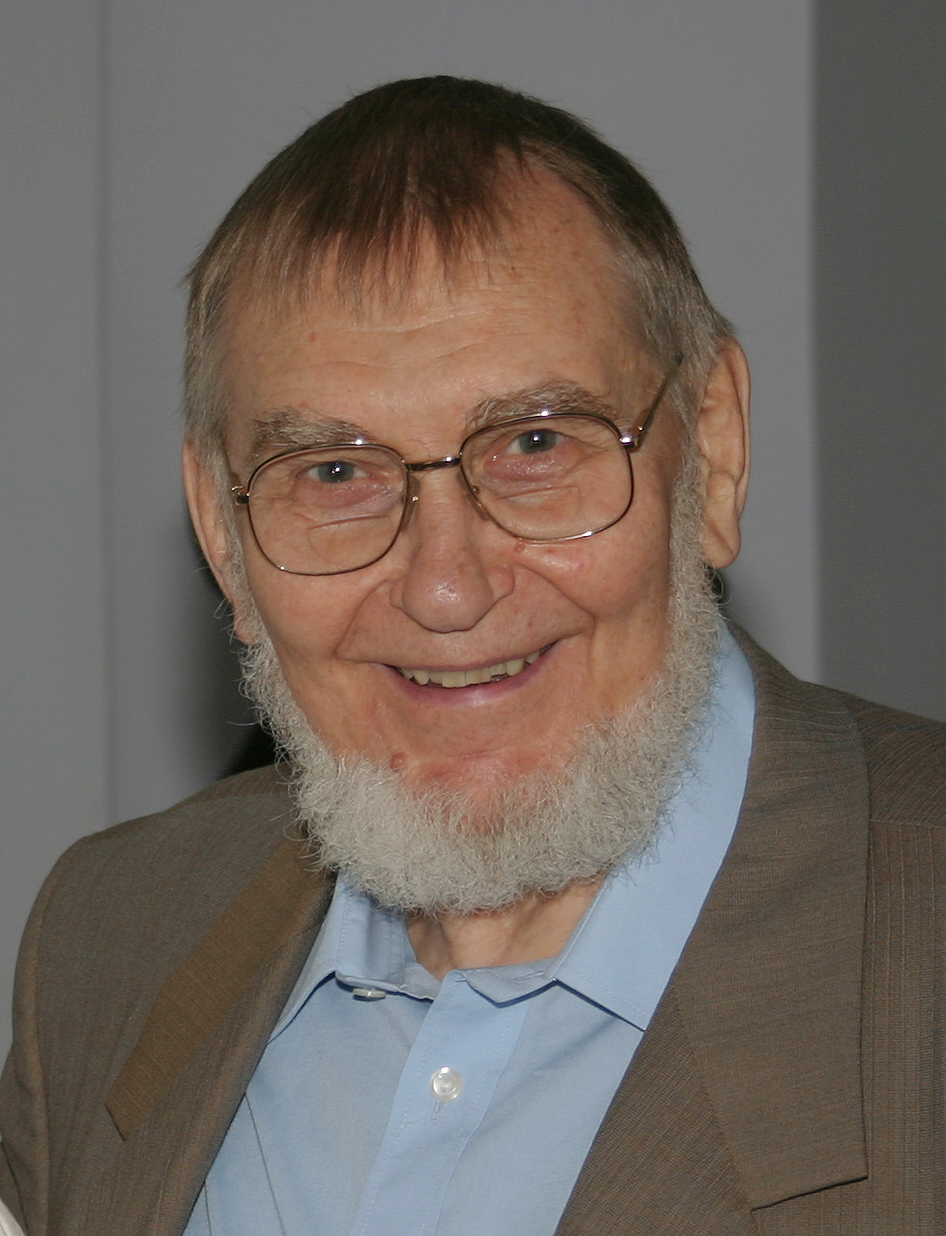
Veljo Tormis (2004).

Veljo Tormis, född 7 augusti 1930 i Kuusalu, död 21 januari 2017 i Tallinn, var en estnisk kompositör, ansedd av många som en av vår tids största körkompositörer och en av 1900-talets mest betydande kompositörer i Estland. Internationellt är han känd för sin enorma produktion av körverk, som överstiger 500 individuella körsånger, de flesta a cappella. Flertalet av dessa grundar sig på traditionella estniska folksånger (regilaulud), antingen textmässigt, melodisk eller stilistiskt.
Det verk som framförts mest utanför Estland, Raua needmine (Järnets förbannelse) (1972), åkallar gamla schamanistiska traditioner för att bygga upp en allegori om krigets gissel. Detta stycke förbjöds av den sovjetiska regeringen, tillsammans med andra kontroversiella verk av Tormis.
På senaste tiden har Tormis verk hyllats genom världsomspännande uppträdanden och inspelningar av Tõnu Kaljuste och Estniska Filharmoniska Kammarkören. Under 1990-talet började Tormis att få beställningar från några av västvärldens mest kända grupper inom a cappella, såsom King's Singers, Holst Singers och Hilliardensemblen.
Tormis är känd för att ha sagt följande om sitt användande av traditionell musik och dito texter: "Det är inte jag som använder mig av folkmusik, det är folkmusik som använder sig av mig". Veljo Tormis verk visar hans övertygelse att traditionell estnisk, och annan östersjöfinsk, musik representerar en skatt som måste bevaras och ges näring, och att kultur hålls vid liv med hjälp av sång.

## Biografi
Tormis har en djup erfarenhet av körmusik och det började redan i tidig ålder. Hans far var kördirigent, organist och musiklärare. Hans förtjusning i att kontrastera orgelns klangfärg kan ha påverkat honom senare i orkestreringen av körstämmorna, ett kännetecken för Tormis i mogen ålder.
Veljo Tormis påbörjade sin musikaliska utbildning 1943 vid Tallinns musikskola, men tvingades avbryta studierna på grund av Andra världskriget och sjukdom. 1949 skrev han in sig vid konservatoriet i Tallinn och därefter fortsatte han sina studier vid Moskvas konservatorium (1951–56). Tämligen omgående fick han en lärartjänst vid Tallinns Musikskola (1955–60) och Tallinns Muskikhögskola (1962–66), men efter 1969 försörjde han sig uteslutande som frilansande kompositör. 
Från den tiden, fram till han pensionerade sig som kompositör 2000, komponerade Tormis över 500 individuella körstycken, såväl som andra stycken för både enskilda röster och instrument, filmmusik och en opera. Trots att ett flertal av hans mer politiskt provocerande stycken censurerades under 1970- och 1980-talen, behöll han positionen som hyllad kompositör och hans verk framfördes i både Sovjetunionen och Östeuropa. I Östeuropa är han ansedd som en av de största bidragsgivarna till 1900-talets repertoar av körmusik. Idag håller hans verk på att få en större spridning även i USA (ett land som traditionellt har haft begränsad kännedom om baltisk körmusik).

## Verk (i urval)
- Kihnu pulmalaulud, 1959
- Sügismaastikud, 1964
- Luigelend (opera), 1965
- Eesti kalendrilaulud, 1966-67
- Maarjamaa ballaad, 1967
- Raua needmine, 1972
- Pikse litaania, 1974
- Eesti ballaadid, 1980
- Laulusild, 1981
- Varjele, Jumalan soasta, 1984
- Unustatud rahvad, 1970-89
- Piispa ja pakana, 1992